# ママのベッドへいらっしゃい
『ママのベッドへいらっしゃい』は1994年10月13日 - 12月22日までテレビ朝日系で放送されたテレビドラマ。全10話。テレビ朝日の完全自社製作。

## ストーリー
佐伯浩介は5年前、恋人・加子を結婚式の最中に、実の父である浩造に奪われた。このことがトラウマになっている浩介は、「絶対に親父のタイプじゃない」女、今日子と結婚することを決める。
元々研修医だった浩介だが、医者である浩造と同じ職業につくのが嫌になり、現在はスポーツクラブでテニスのコーチをしている。浩介の弟、龍一は、“ハンサムな医大生”という肩書きを利用して、女遊びに余念がない。浩介と二人暮しをしているが、朝から平気で家に女を連れ込み、浩介を呆れさせている。しかし最近、家庭教師をしている、純情女子高生・紀子に本気の恋をしている。
今日子との結婚式。絶対に浩造に奪われないように念入りに準備していた浩介だったが、2回も実の父に花嫁を奪われてしまった。今は“ママ”となってしまった今日子を取り戻すため、浩介は佐伯家に帰ることを決心する。

## 登場人物とキャスト

### 佐伯家
佐伯浩介：風間トオル
この物語の主人公。スポーツクラブのインストラクター。
担当はテニス。「親父の好みじゃない」今日子と恋に落ち、豪華客船で結婚式にこぎつけた。
しかし土壇場で浩造に略奪されてしまい、愛する今日子を取り戻すため自宅へ戻り、家庭内ラブバトルを展開する事に。
佐伯浩造：古谷一行
浩介の父。心臓外科医。「愛は理屈じゃない」が持論で、手術室で看護師とセックスするなど、奔放な恋愛遍歴を誇る。
浩介の婚約者だった加子（後述）や今日子を次々と略奪。実は息子の婚約者略奪に至るにはある理由があった。
佐伯龍一：森且行
浩介の弟。大学生。「ハンサムな医学生」という肩書きを武器に、父親同様のプレイボーイぶりで、浩介を呆れさせている。
だが最近、家庭教師をしている紀子（後述）に本気の恋をしているが、浩造に紀子を奪われてしまう。

### ヒロインと恋敵たち
今井今日子：藤谷美和子
フランスレストランのソムリエ。
浩介と船上で挙式するが、浩造に略奪されそのまま結婚してしまう。
古田加子：黒木瞳
浩介の元恋人、浩造の元妻。セラピスト。
新井未来：田中広子
スポーツクラブのインストラクター。浩介の新恋人。
担当は水泳。物語中盤、浩介と挙式にこぎつけるが、今日子に略奪されてしまい激怒。
翌日、スポーツクラブへ出勤してきた浩介を平手打ちし、プールへ突き落とした。

### その他
浅井美紀：磯野貴理子
水島紀子：雛形あきこ
龍一の恋人。高校生。物語後半、浩造と関係した。
酒井康子：植田あつき
加子のアシスタント。
大原民江：水城蘭子
明日香：田島穂奈美
待夢：田島穂奈美
スポーツクラブ主任：遠山俊也
看護師：小松みゆき
秘書：小林彩子

## スタッフ
- 脚本：伴一彦
- プロデューサー：小関明、松本健
- 演出：松本健、阿部雄一、中嶋豪
- ソムリエ指導：永井栄
- 主題歌：「スペアキー 〜愛されてもしょうがない〜」（歌：藤谷美和子）
- 挿入歌：「百万本の雨」（歌：class）

## 放映リスト
| 各話   | 放送日         | サブタイトル       |
| ------ | -------------- | ------------------ |
| 第1話  | 1994年10月13日 | 花嫁泥棒           |
| 第2話  | 10月20日       | Hの鉄人!!          |
| 第3話  | 11月3日        | 燃える体験         |
| 第4話  | 11月10日       | 裸のママ!?         |
| 第5話  | 11月17日       | 花ムコ泥棒         |
| 第6話  | 11月24日       | 危険な同居         |
| 第7話  | 12月1日        | 超（秘）同棲!!     |
| 第8話  | 12月8日        | 乱れた家族         |
| 第9話  | 12月15日       | 親子結婚!?         |
| 第10話 | 12月22日       | 最後の結婚バトル!! |

なお、10月27日は「'94日本シリーズ第5戦」中継延長により休止。